# Harry Potter et le Prisonnier d'Azkaban (film)
Cet article concerne le film. Pour le roman, voir Harry Potter et le Prisonnier d'Azkaban. Pour le jeu vidéo, voir Harry Potter et le Prisonnier d'Azkaban.
Série Harry Potter
La Chambre des secrets
(2002) La Coupe de feu
(2005)
Pour plus de détails, voir Fiche technique et Distribution.
Harry Potter et le Prisonnier d'Azkaban (Harry Potter and the Prisoner of Azkaban) est un film britanno-américain réalisé par Alfonso Cuarón, sorti en 2004.
Il est adapté du roman du même nom de J. K. Rowling et constitue le troisième volet de la série de films Harry Potter. Il est précédé par Harry Potter et la Chambre des secrets et suivi par Harry Potter et la Coupe de feu.
Le film débute alors qu'Harry et ses amis font la connaissance du nouveau professeur de défense contre les forces du Mal, Remus Lupin, qui se montre compétent et attentif. Alors que le monde sorcier prend connaissance de l'évasion de Sirius Black, condamné pour meurtre, la sécurité de l'école est renforcée par l'arrivée de détraqueurs, d'effroyables créatures gardiennes de la prison d'Azkaban. Harry en apprend plus sur son histoire et son lien avec le prisonnier échappé.

## Synopsis
À la suite d'un incident au cours duquel l'odieuse tante Marge se retrouve gonflée comme un ballon, Harry Potter, qui se sait responsable, s'enfuit de Privet Drive et se rend au chemin de Traverse avec le Magicobus. Une fois à destination, Harry est informé par le ministre de la Magie, Cornelius Fudge, de l'évasion de la prison d'Azkaban d'un mystérieux personnage : Sirius Black, l'homme qui aurait livré les parents de Harry à Voldemort et tué Peter Pettigrow. Plus tard, Harry apprend d'Arthur Weasley que Sirius Black chercherait à le retrouver.

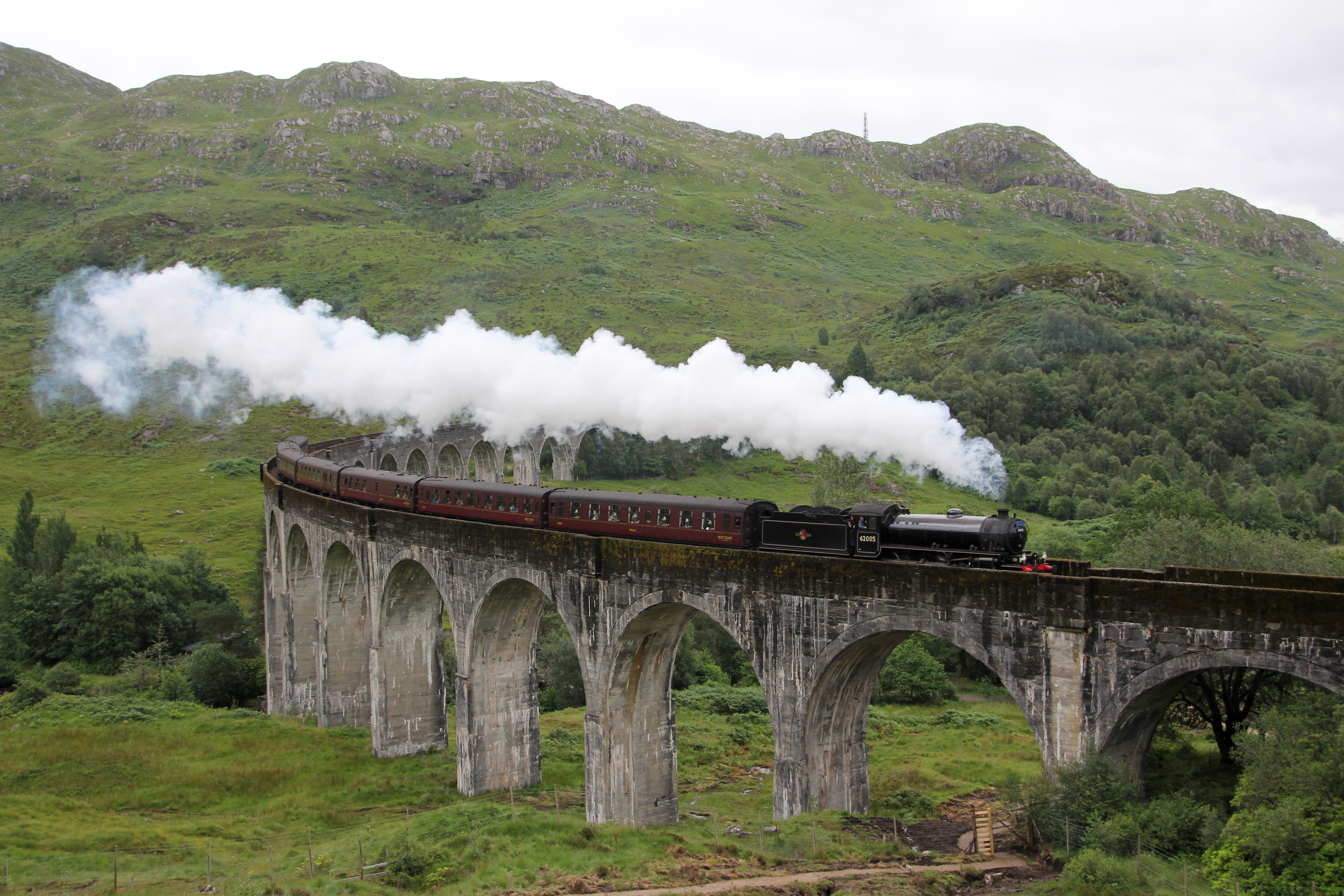
Les détraqueurs s'attaquent à Harry lors du trajet en train entre Londres et Poudlard.

Harry, Ron et Hermione font la rencontre du professeur Remus Lupin, le nouveau professeur de défense contre les forces du Mal, dans un compartiment du Poudlard Express, alors que le train est interrompu par les détraqueurs, les gardiens de la prison magique d'Azkaban à la recherche de Sirius Black. Lupin les chasse pour protéger Harry, qui est plus sensible que les autres à la présence des détraqueurs. À Poudlard, le garde-chasse Hagrid enseigne désormais les soins aux créatures magiques. Le directeur met en garde les élèves contre les détraqueurs, chargés de protéger le château, tandis que le professeur Trelawney découvre un mauvais présage pour Harry. Plus tard, au premier cours de Hagrid, celui-ci présente l'hippogriffe, Buck. Si Harry a profité pleinement de ce cours en effectuant un vol sur son dos, la créature blesse le bras de Drago Malefoy, qui promet qu'il y aura des représailles. Lors du premier cours de défense contre les forces du Mal, Lupin prouve ses compétences et sa bonté en donnant une opportunité à ses élèves, dont le maladroit Neville Londubat, de combattre leurs peurs. Mais quand vient le tour de Harry, le professeur l'en empêche et interrompt le cours de façon prématurée. Plus tard, tandis que tous les élèves se rendent au village de Pré-au-Lard, Harry, privé de la sortie faute d'autorisation signée par sa famille, occupe le temps en discutant avec Lupin. Il apprend alors que le professeur était un des meilleurs amis de ses parents James et Lily. Plus tard dans la soirée, Sirius Black réussit à s'introduire dans le château, pourtant protégé par les détraqueurs. Lors d'un match de quidditch, Harry est de nouveau attaqué par les détraqueurs et son balai est brisé. Constatant que Harry est la cible favorite des créatures, Lupin accepte de lui donner des cours particuliers.
Lors des vacances de Noël, les jumeaux Fred et George Weasley, les frères de Ron, offrent à Harry la carte du Maraudeur, qui lui permet de rejoindre en secret les autres élèves au village de Pré-au-Lard sans avoir besoin d'autorisation. Il assiste secrètement à une réunion entre le ministre de la Magie, le professeur McGonagall et la tenancière de l'auberge des Trois Balais, qui a pour sujet Sirius Black et Harry. Celui-ci apprend que Sirius est son parrain et qu'il était le meilleur ami de son père, mais l'a vendu à Voldemort et a ensuite fait exploser son autre ami Peter Pettigrow, dont on n'a retrouvé qu'un doigt. Choqué, Harry s'isole avec Ron et Hermione et veut se venger de la trahison de Sirius.

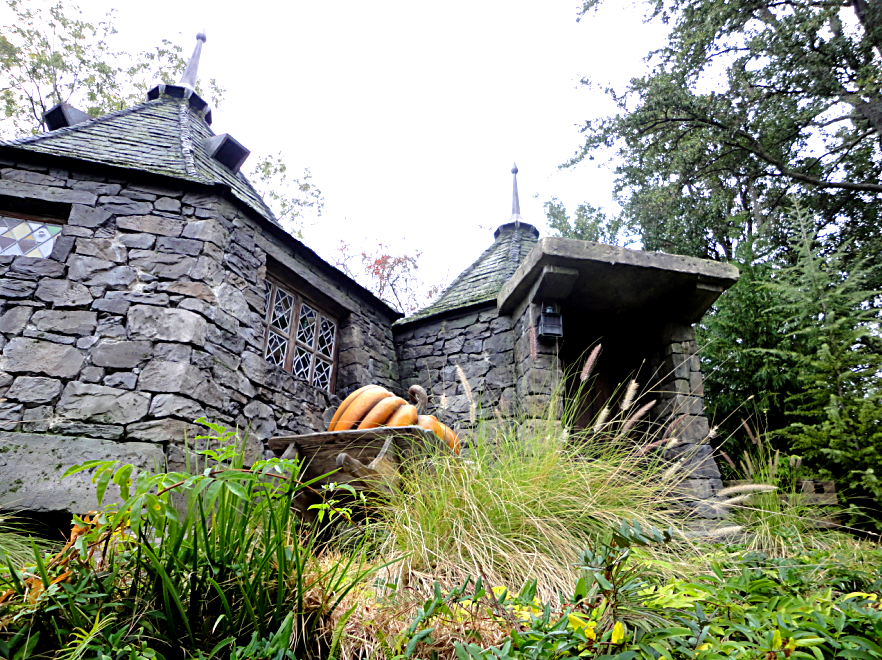
La cabane de Hagrid.

Après les vacances, Lupin donne des cours particuliers à Harry en lui apprenant à produire lui-même un Patronus afin qu'il soit capable de repousser des détraqueurs si besoin est. Pendant ce temps, Ron pense que le chat de Hermione, Pattenrond, a tué son rat Croûtard. Plus tard, Hagrid annonce au trio que l'hippogriffe Buck, qui a blessé Drago, est condamné à mort. Dans la nuit, en gardant la carte du Maraudeur, Harry s'aperçoit que Peter Pettigrow, censé être mort, se trouve dans l'école. Il part à sa recherche à l’aide de la carte, mais il est surpris par le professeur Rogue. Néanmoins, Lupin lui sauve la mise, mais lui confisque la carte. Avant de s'en aller, Harry lui fait part de ce qu'il a vu. Lupin est surpris.

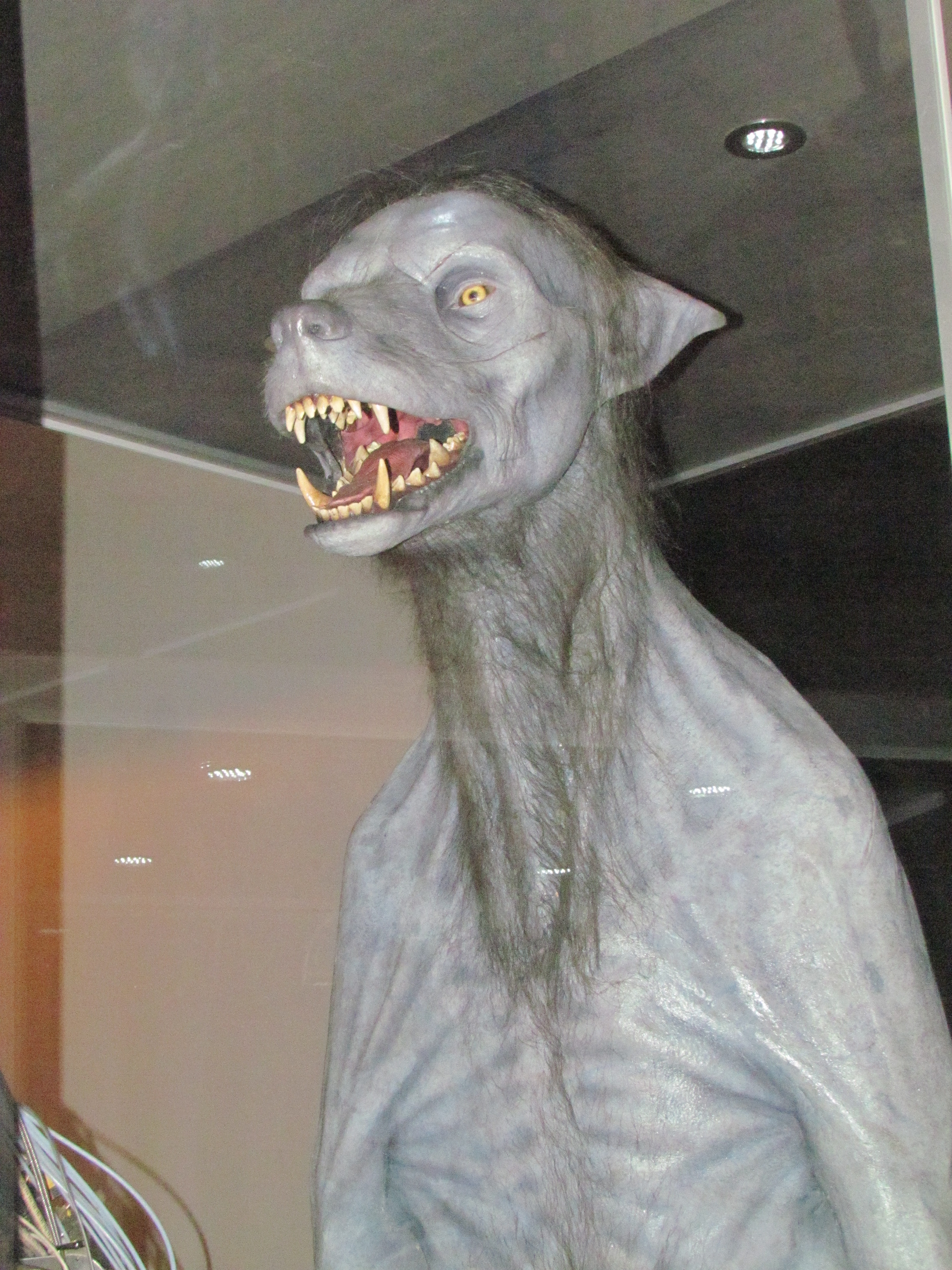
La transformation de Lupin en loup-garou.

Le lendemain, en sortant du cours de divination, le professeur Trelawney révèle à Harry que celui qui a vendu ses parents refera surface au cours de la soirée et reviendra auprès de Voldemort. Harry, Ron et Hermione se rendent chez Hagrid en vue de l'exécution de Buck l'hippogriffe qui aura lieu dans les prochaines minutes. Sur le chemin, Hermione donne un coup de poing à Drago qui se réjouit de la condamnation de l'animal. Une fois chez Hagrid, Ron y retrouve son rat Croûtard. Lorsque le trio s'éloigne de la cabane, le rat mord Ron et s'enfuit en attirant son maître au pied du Saule cogneur. Un chien noir apparaît et emporte Ron et son rat dans un passage souterrain sous les racines de l'arbre. Harry et Hermione empruntent à leur tour le passage souterrain et retrouvent Ron, blessé à la jambe, dans la cabane hurlante. Ils découvrent que le chien en question est Sirius Black, un animagus. Mais rapidement, celui-ci est rejoint par Lupin qui est en réalité son ami, son complice et un loup-garou. Avec les explications de Lupin, Harry apprend que le traître n'était pas Sirius mais Peter Pettigrow, le quatrième membre de la bande que formaient Sirius, Lupin et James Potter. Pettigrow a vendu les parents de Harry à Voldemort avant de se transformer en rat pour faire croire à sa mort, le rat en question, Croûtard, a un doigt en moins à une de ses pattes avant. Entre-temps arrive le professeur Rogue, qui refuse de croire à l'innocence de Sirius et essaie de le faire prisonnier, ainsi que Lupin pour l'avoir aidé. Mais Harry le neutralise et, après avoir accepté la vérité, aide Sirius et Lupin à obliger le rat à révéler sa véritable apparence. Pettigrow retransformé, Harry convainc son parrain et Lupin de le livrer aux détraqueurs plutôt que de le tuer. Lorsque tout le monde est sorti de la cabane, Sirius propose à Harry de venir vivre chez lui. C'est à ce moment-là que la Lune se lève ; Lupin se transforme et attaque le groupe, tandis que Peter en profite pour s'échapper en reprenant l'apparence du rat. Alors que le cri lointain d'un autre loup attire l'attention de Lupin, Sirius, gravement blessé au cours de la lutte, s'enfuit dans la forêt, rejoint par Harry. Mais une centaine de détraqueurs arrive, prête à aspirer leurs âmes hors de leurs corps. Harry tente de résister, en vain. C'est alors qu'un mystérieux et gigantesque Patronus apparaît et met les détraqueurs en fuite. Harry, après avoir cru reconnaitre son père en lanceur de sort, s'évanouit aux côtés de Sirius. Il se réveille à l'infirmerie et y apprend que Sirius a été capturé par le ministère de la Magie, et est sur le point d'être exécuté. Dumbledore, qui ne peut rien faire pour le sauver, leur recommande de changer le cours du temps tout en leur indiquant que Sirius est enfermé dans la plus haute tour. Ron étant immobilisé, Harry et Hermione se servent d'un retourneur de temps (offert à cette dernière par McGonagall pour qu'elle puisse suivre tous les cours et les options de l'année) pour revenir trois heures en arrière et revivre les derniers événements. Le duo se cache à proximité de chez Hagrid et s'arrange pour attirer leur propre attention. Tandis que le trio, quelques heures auparavant, sort de chez Hagrid, Harry et Hermione profitent de la visite des officiels chez le garde-chasse pour sauver l'hippogriffe Buck. Ils se cachent en forêt en assistent de loin aux évènements déjà vécus. Plus tard dans la soirée, lorsque Lupin se transforme en loup-garou et s'en prend au trio et à Sirius, Hermione imite le cri du loup pour les sauver, mais oublie que Lupin va se diriger dans leur direction. Harry et Hermione courent ensuite vers l'endroit où se trouvent quelques heures plus tôt Sirius et Harry attaqués par les détraqueurs. Harry intervient lui-même en produisant le Patronus, mettant en déroute les détraqueurs. Un peu plus tard, Buck emmène Harry et Hermione délivrer Sirius. Celui-ci les remercie et prend la fuite avec Buck pour échapper aux autorités. À ce moment-là, Harry et Hermione reviennent à l'infirmerie auprès de Ron au moment où le duo initial disparaît trois heures auparavant.
Le lendemain, Lupin démissionne au grand désespoir de Harry, car Rogue a révélé aux élèves qu'il est un loup-garou. Harry est déçu d'avoir laissé Pettigrow s'échapper, mais Lupin le félicite d'avoir rétabli la vérité. Avant de partir, Lupin lui rend la carte du Maraudeur, qui lui avait auparavant appartenu. Quelques jours plus tard, Harry reçoit de la part de Sirius un balai Éclair de Feu, le plus rapide des balais de course du monde.

## Fiche technique
Sauf indication contraire, les informations mentionnées dans cette section peuvent être confirmées par la base de données cinématographiques IMDb,  présente dans la section « Liens externes ».
- Titre : Harry Potter et le Prisonnier d'Azkaban
- Titre original : Harry Potter and the Prisoner of Azkaban
- Réalisation : Alfonso Cuarón
- Scénario : Steven Kloves, adapté du roman de J. K. Rowling
- Musique : John Williams
- Décors : Stuart Craig
- Costumes : Jany Temime
- Photographie : Michael Seresin
- Montage : Steven Weisberg
- Production : David Heyman, Chris Columbus, Mark Radcliffe ; Michael Barnathan (en), Callum McDougall (de), Tanya Seghatchian (en)
- Sociétés de production : Heyday Films, 1492 Pictures
- Société de distribution : Warner Bros. Pictures
- Budget : 130 000 000 $[3]
- Pays de production :  Royaume-Uni et  États-Unis
- Langue originale : anglais
- Genre : fantasy
- Durée : 142 minutes[4]
- Date de tournage : 17 février au 28 novembre 2003
- Dates de sortie :
  - Royaume-Uni : 31 mai 2004
  - Belgique, France : 2 juin 2004
  - Canada, États-Unis : 4 juin 2004
- Classification : 
  - Belgique : 9 ans[5]
  - France : tous publics[6]

## Distribution

### Élèves de Poudlard
- Daniel Radcliffe (VF : Kelyan Blanc ; VQ : Émile Mailhiot) : Harry Potter
- Emma Watson (VF : Manon Azem ; VQ : Stéfanie Dolan) : Hermione Granger
- Rupert Grint (VF : Olivier Martret ; VQ : Xavier Dolan) : Ron Weasley
- Bonnie Wright (VF : Léa François) : Ginny Weasley
- James Phelps (VF : Guillaume Légier ; VQ : Renaud Paradis) : Fred Weasley
- Oliver Phelps (VF : Guillaume Légier ; VQ : Renaud Paradis) : George Weasley
- Matthew David Lewis (VF : Romain Larue ; VQ : Sébastien Thouny) : Neville Londubat
- Devon Murray (VF : Alexandre Bouche ; VQ : Vincent Ducharme) : Seamus Finnigan
- Alfred Enoch (VF : Yamine Gougmar) : Dean Thomas
- Tom Felton (VF : Dov Milsztajn ; VQ : Sébastien Reding) : Drago Malefoy

### Personnel de Poudlard
- Michael Gambon (VF : Marc Cassot ; VQ : Hubert Fielden) : Albus Dumbledore
- Maggie Smith (VF : Claude Chantal ; VQ : Claudine Chatel) : Minerva McGonagall
- Alan Rickman (VF : Claude Giraud ; VQ : Daniel Picard) : Severus Rogue
- Robbie Coltrane (VF : Patrick Messe ; VQ : Guy Nadon) : Rubeus Hagrid
- David Thewlis (VF : Guillaume Lebon ; VQ : Alain Fournier) : Remus Lupin
- Emma Thompson (VF : Frédérique Tirmont ; VQ : Patricia Tulasne) : Sibylle Trelawney
- Warwick Davis : Filius Flitwick
- David Bradley (VF : Jean Lescot ; VQ : Raymond Bouchard) : Argus Rusard

### Autres sorciers
- Gary Oldman (VF : Gabriel Le Doze ; VQ : Manuel Tadros) : Sirius Black
- Timothy Spall (VF : Michel Papineschi ; VQ : Roch Aubert) : Peter Pettigrew
- Robert Hardy (VF : Philippe Dumat ; VQ : Claude Préfontaine) : Cornelius Fudge
- Mark Williams (VF : Philippe Bellay ; VQ : Benoit Rousseau) : Arthur Weasley
- Julie Walters (VF : Catherine Lafond ; VQ : Johanne Léveillé) : Molly Weasley
- Julie Christie (VF : Évelyne Séléna ; VQ : Sophie Faucher) : Madame Rosmerta
- Jim Tavaré :	Tom, l'aubergiste
- Ekow Quartey : Bem, un élève de Gryffondor

### Moldus
- Harry Melling : Dudley Dursley
- Fiona Shaw (VF : Danièle Hazan ; VQ : Élise Bertrand) : Pétunia Dursley
- Richard Griffiths (VF : Michel Tugot-Doris ; VQ : Hubert Gagnon) : Vernon Dursley
- Pam Ferris (VF : Monique Thierry ; VQ : Mireille Thibault) : Tante Marge

### Personnages du monde des sorciers
- Dawn French (VF : Marianne James) : La grosse Dame (gardienne de l'entrée des dortoirs de Gryffondor)

- Version française
  - Studio de doublage : Cinéphase
  - Direction artistique : Jenny Gérard
  - Adaptation : Juliette Vigouroux et Alain Cassard

Sources et légende : version française (VF) sur AlloDoublage et version québécoise (VQ) sur Doublage Québec

## Production

### Genèse et développement

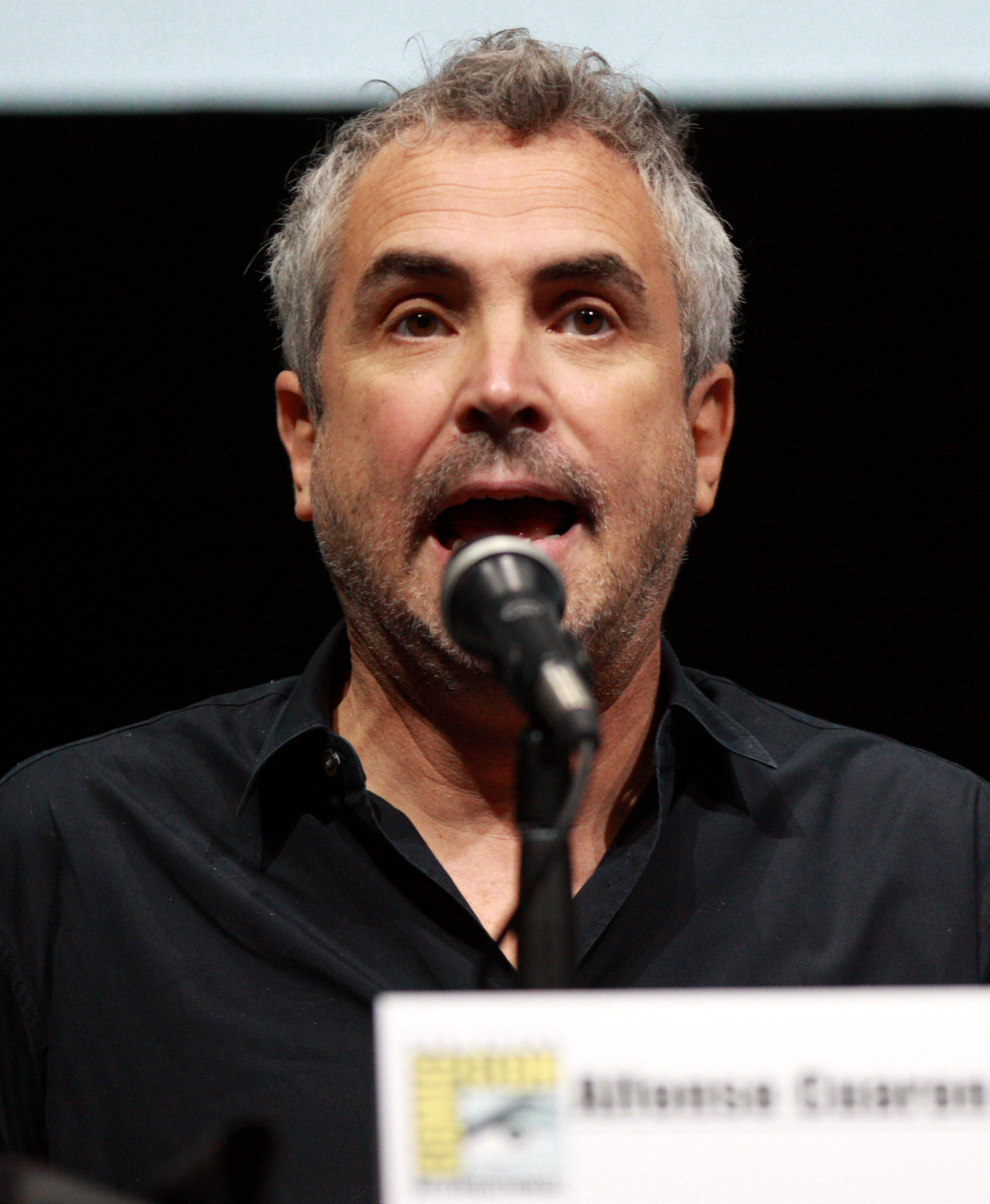
Le réalisateur Alfonso Cuarón, ici au Comic-Con en juillet 2013.

Alors que les deux précédents films étaient sortis à un an d'intervalle, ce 3e film a pris un peu plus de temps. Le producteur David Heyman déclare qu'il fallait plus de préparation. Chris Columbus, réalisateur des deux précédents films, décide de ne pas mettre en scène ce 3e film pour passer du temps avec ses enfants, mais reste producteur du film. Guillermo del Toro est alors approché, mais il n'est pas intéressé. Marc Forster refuse à son tour car, après Neverland, il ne veut plus diriger des enfants-acteurs. Warner Bros. établit alors une liste de 3 noms : Callie Khouri, Kenneth Branagh (interprète de Gilderoy Lockhart) et Alfonso Cuarón.
La sensibilité visuelle du réalisateur mexicain Alfonso Cuarón, notamment sur les films La Petite Princesse (1995) et Y tu mamá también (2001), convainc rapidement David Heyman et J. K. Rowling,,. Cuarón n'a cependant pas lu les livres, ni vu les premiers films, au moment d'être contacté, et hésite à prendre la relève de Chris Columbus pour un tel blockbuster. Il demande conseils à son ami Guillermo del Toro, qui parvient à le convaincre dans un premier temps de lire les romans, puis de travailler sur le projet en produisant quelque chose de plus personnel,,.
Lorsqu'il est choisi, Alfonso Cuarón vient tout juste d'être nommé à l'Oscar du meilleur scénario original pour Y tu mamá también, dont la « thématique adulte très prononcée » est très éloignée de celle de l'univers beaucoup plus familial des Harry Potter. Néanmoins, les producteurs détectent chez Cuarón une faculté à comprendre les nuances du comportement et les préoccupations des adolescents. Selon David Heyman, Cuarón est un réalisateur visionnaire, qui sait mêler à sa manière l'imaginaire et le réel, ce qui lui semble idéal pour adapter le troisième volet de Harry Potter.

### Scénario
Pour Alfonso Cuarón, l'une des choses importantes est d'assurer la continuité des premiers films, qui sont très populaires : « [...] Il s'agissait à la fois de me glisser au sein de quelque chose qui fonctionnait déjà et d'y apporter ma propre vision. Il a toujours fallu trouver un équilibre entre ce que je pouvais modifier et ce que je devais absolument respecter ».
Pour le réalisateur, le roman Le Prisonnier d'Azkaban évoque une sorte de rite initiatique en montrant comment les enfants réagissent vis-à-vis des grandes figures archétypales. La figure du père est selon lui l'élément « moteur » de l'histoire du troisième opus, et il décide donc de se focaliser sur ce thème pour le film, et de raconter l'histoire uniquement du point de vue de Harry : le noyau doit tourner autour de ses émotions, de sa conscience grandissante et de sa quête, ce qui permet de condenser le contenu conséquent du livre et de donner une structure cinématographique à l'histoire.

### Attribution des rôles
Dès le début de son travail sur la production en 2002, Alfonso Cuarón est confronté au décès de l'acteur Richard Harris, interprète d'Albus Dumbledore, et à la difficulté pour David Heyman — dont Harris était le parrain —, d'entamer rapidement les recherches pour trouver son remplaçant. Le réalisateur évoque notamment les nombreux appels téléphoniques d'agences de casting pour proposer de nouveaux acteurs et l'agacement de David Heyman à ce sujet. Ian McKellen et Christopher Lee[réf. souhaitée], qui tiennent respectivement les rôles de Gandalf et de Saroumane dans la Trilogie du Seigneur des Anneaux, furent un temps préssentis pour reprendre le rôle de Dumbledore, ainsi que Peter O'Toole, comme le souhaitait la famille de Richard Harris. L'appréciation de Cuaron pour l’excentricité et la silhouette de l'acteur Michael Gambon a eu une influence sur la décision finale de lui attribuer le rôle.
Les jeunes acteurs ont une période de répétitions avec le réalisateur avant le début du tournage du troisième film, ce qui leur permet d'apprendre rapidement à le connaître, d'être à l'aise avec ce changement de direction, et de s'adapter à sa méthode. Pendant cette période, Cuarón demande notamment à Daniel Radcliffe, Emma Watson et Rupert Grint de rédiger une biographie de leur personnage à la première personne en décrivant leurs émotions, ce que Rupert Grint ne fera pas, prétextant d'être ainsi fidèle à son personnage.

### Tournage
Le tournage débute en février 2003 aux Warner Bros. Studios Leavesden, et s'achève en octobre 2003.

#### Décors

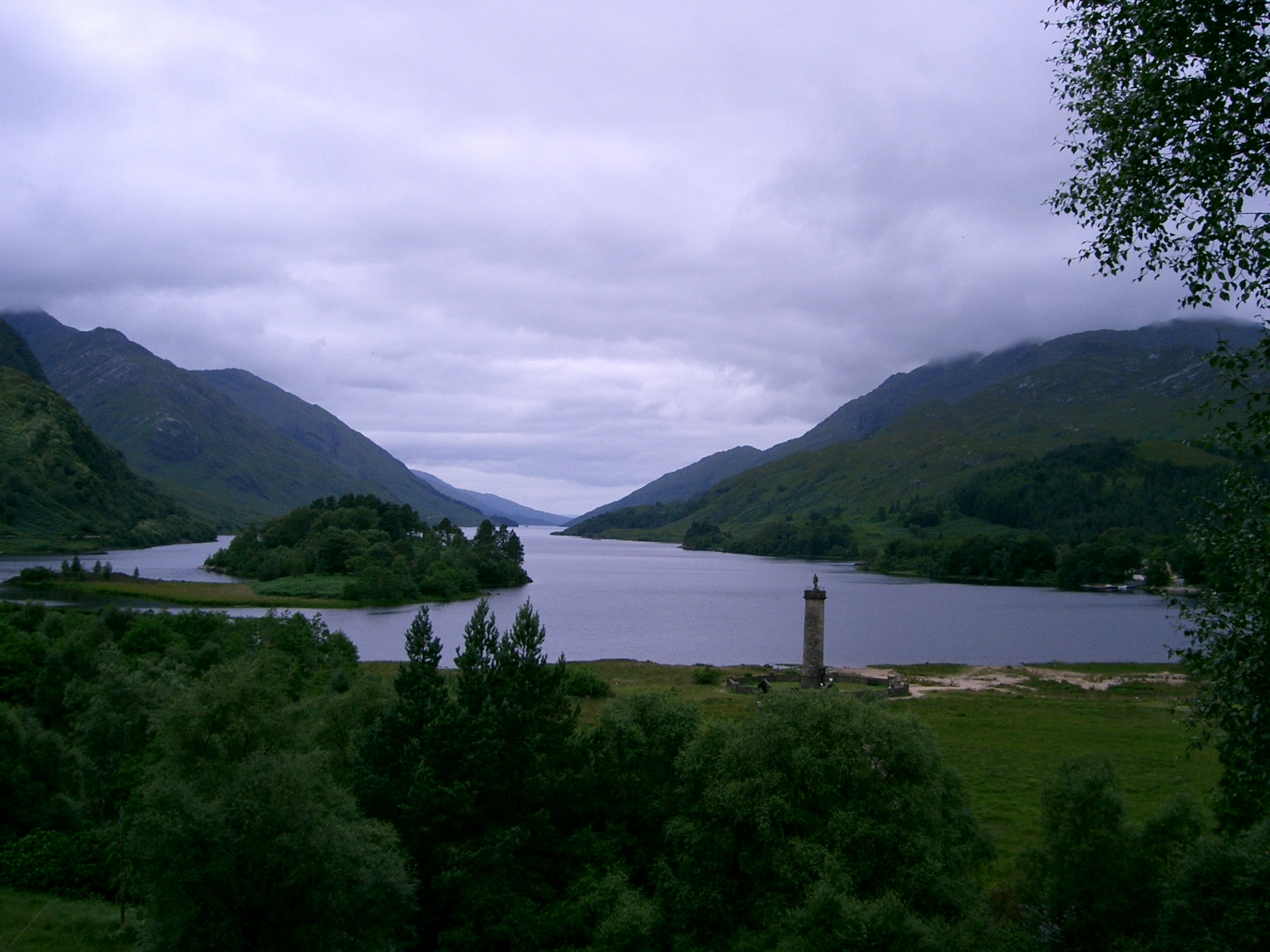
Des scènes du film ont été tournées à Loch Shiel en Écosse.

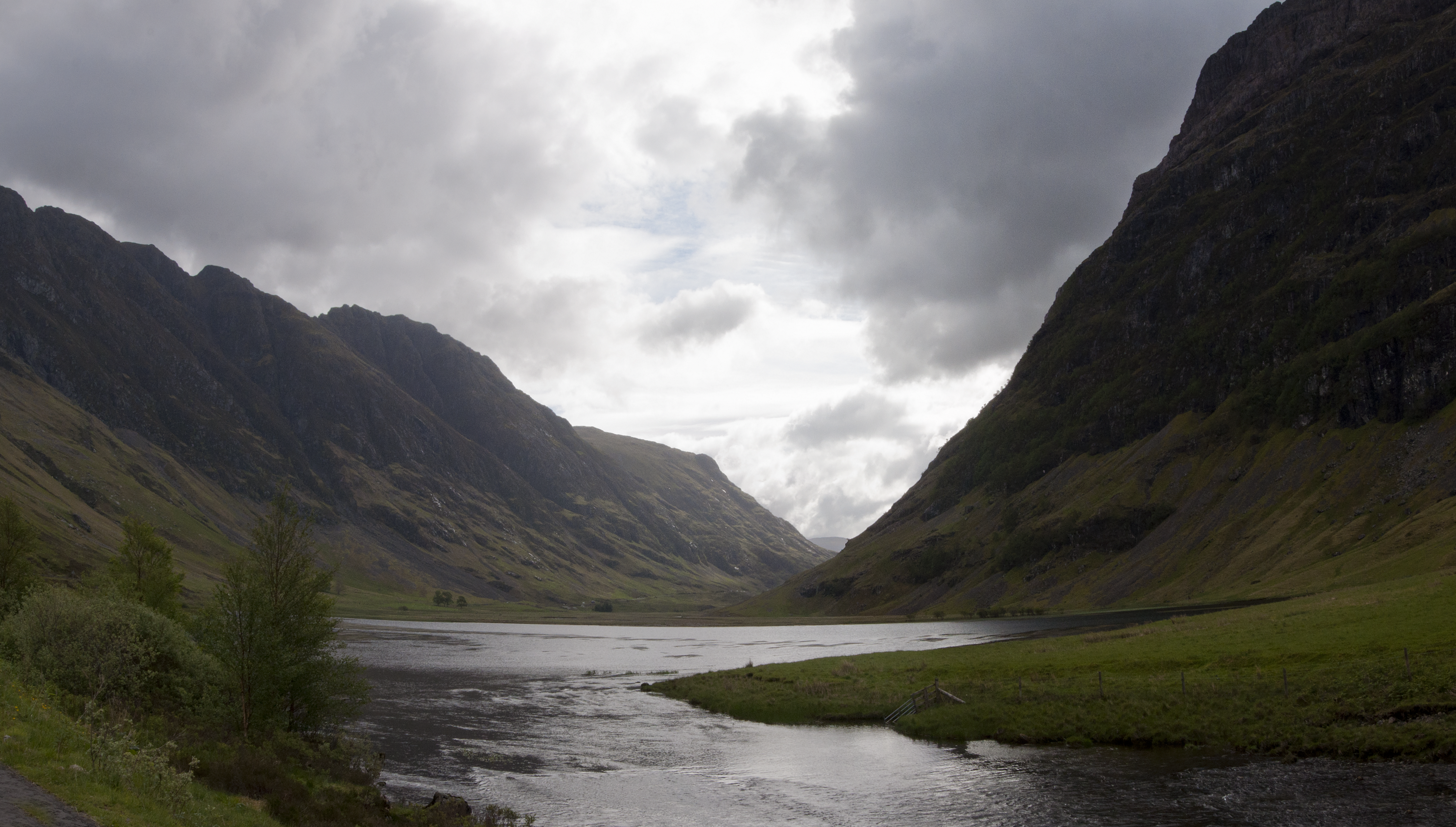
Le Loch Achtriochtan en Écosse (lieu de tournage du film)

Plusieurs scènes sont tournées en Écosse, notamment à Glen Coe. Pour le lac de Poudlard, plusieurs lochs sont utilisés : Shiel, Eilt et Morar.
Certaines scènes sont réalisées à Londres, notamment au Borough Market et aux abords sur Lambeth Bridge.

#### Photographie
Alfonso Cuarón souhaite donner au film un aspect visuel spécifique en concordance avec le ton plus sombre du roman, et opte pour des tons de gris et de bleu foncé en désaturant les images. Il demande à Stuart Craig, le directeur artistique, de faire que Poudlard réponde à une « éloquence géographique de l'espace », qu'il soit une « entité réelle ancrée dans le sol », organisé, avec différents espaces et décors reliés les uns aux autres, dans le but d'obtenir encore davantage de réalisme et d'authenticité. Pour cela, Cuarón et Craig consultent régulièrement J. K. Rowling qui se montre très disponible et leur apporte les détails nécessaires. Selon David Heyman et Chris Columbus, la direction prise par Cuarón en matière de fil conducteur et d'aspect visuel se sont avérés cruciaux non seulement pour le troisième film, mais aussi pour les films suivants.

### Musique
Albums de John Williams
Le Terminal
(2004) Star Wars, épisode III : La Revanche des Sith
(2005)
Bandes originales de Harry Potter
Harry Potter et la Chambre des secrets
(2002) Harry Potter et la Coupe de feu
(2005)
Harry Potter and the Prisoner of Azkaban est un album sorti le 25 mai 2004 en France. John Williams, qui avait signé la musique des deux premiers films, rempile une troisième et dernière fois en livrant une œuvre plus expérimentale. Le ton se fait résolument plus médiéval et le thème de la chanson Double Trouble, interprété par une maîtrise d'adolescents, détrône[pas clair] le temps d'un instant Hedwig's Theme (repris toutefois dans la première piste dans sa version originale, au glockenspiel). La troisième piste, The Knight Bus, s'essaye à un rythme très rapide et jazzy, après la valse un peu pompeuse et aigre de la tante Marge (Aunt Marge's Waltz). Apparition on the Train marque l'entrée des Détraqueurs en d'angoissants trémolos de cordes dissonantes.
La sixième piste, Buckbeak's Flight, débute par d'énergiques tambours avant que les cordes et les cuivres n'accompagnent l'envolée de Buck par-dessus les eaux du lac de Poudlard ; la suivante introduit un thème très mélancolique, sur fond de clavecin, dans A window to the Past (une fenêtre sur le passé), thème du temps perdu, de l'amitié entre James, Lupin et Sirius. La treizième piste, Quidditch, third year, lance enfin d'impressionnantes envolées de cordes et de cors dans le match de Quidditch mené sous une pluie battante. La dix-huitième piste du CD de la B.O. intitulée Forward To Time Past est entièrement rythmée au tic-tac d'une montre - très évocateur puisque cette piste accompagne le voyage dans le temps de Harry et Hermione.
Viennent enfin les deux pistes achevant la B.O., soient Finale, qui reprend une version majestueuse de A window to the Past pour Sirius s'enfuyant sur Buck. Et le film se conclut sur une ultime et solennelle reprise au cor de Hedwige's Theme dans Mischief Managed !, qui marque la dernière musique composée par John Williams pour Harry Potter.
| Liste des titres | Liste des titres                            | Liste des titres | Liste des titres | Liste des titres | Liste des titres | Liste des titres | Liste des titres | Liste des titres | Liste des titres |
| No               | Titre                                       | Durée            |                  |                  |                  |                  |                  |                  |                  |
| ---------------- | ------------------------------------------- | ---------------- | ---------------- | ---------------- | ---------------- | ---------------- | ---------------- | ---------------- | ---------------- |
| 1.               | Lumos! (Hedwig's Theme)                     | 1:38             |                  |                  |                  |                  |                  |                  |                  |
| 2.               | Aunt Marge's Waltz                          | 2:15             |                  |                  |                  |                  |                  |                  |                  |
| 3.               | The Knight Bus                              | 2:52             |                  |                  |                  |                  |                  |                  |                  |
| 4.               | Apparition on the Train                     | 2:15             |                  |                  |                  |                  |                  |                  |                  |
| 5.               | Double Trouble                              | 1:37             |                  |                  |                  |                  |                  |                  |                  |
| 6.               | Buckbeak's Flight                           | 2:08             |                  |                  |                  |                  |                  |                  |                  |
| 7.               | A Window to the Past                        | 3:54             |                  |                  |                  |                  |                  |                  |                  |
| 8.               | The Whomping Willow and the Snowball Fight  | 2:22             |                  |                  |                  |                  |                  |                  |                  |
| 9.               | Secrets of the Castle                       | 2:32             |                  |                  |                  |                  |                  |                  |                  |
| 10.              | The Portrait Gallery                        | 2:05             |                  |                  |                  |                  |                  |                  |                  |
| 11.              | Hagrid the Professor                        | 1:59             |                  |                  |                  |                  |                  |                  |                  |
| 12.              | Monster Books and Boggarts!                 | 2:26             |                  |                  |                  |                  |                  |                  |                  |
| 13.              | Quidditch, Third Year                       | 3:47             |                  |                  |                  |                  |                  |                  |                  |
| 14.              | Lupin's Transformation and Chasing Scabbers | 3:01             |                  |                  |                  |                  |                  |                  |                  |
| 15.              | The Patronus Light                          | 1:12             |                  |                  |                  |                  |                  |                  |                  |
| 16.              | The Werewolf Scene                          | 4:25             |                  |                  |                  |                  |                  |                  |                  |
| 17.              | Saving Buckbeak                             | 6:39             |                  |                  |                  |                  |                  |                  |                  |
| 18.              | Forward to Time Past                        | 2:33             |                  |                  |                  |                  |                  |                  |                  |
| 19.              | The Dementors Converge                      | 3:12             |                  |                  |                  |                  |                  |                  |                  |
| 20.              | Finale                                      | 3:24             |                  |                  |                  |                  |                  |                  |                  |
| 21.              | Mischief Managed!                           | 12:10            |                  |                  |                  |                  |                  |                  |                  |
| 68:37            |                                             |                  |                  |                  |                  |                  |                  |                  |                  |

## Accueil

### Accueil critique
Sur l'agrégateur américain Rotten Tomatoes, le film récolte 90 % d'opinions favorables pour 258 critiques. Sur Metacritic, il obtient une note moyenne de 82⁄100 pour 40 critiques.
En France, le site Allociné propose une note moyenne de 3,8⁄5 à partir de l'interprétation de critiques provenant de 14 titres de presse.

### Box-office
| Pays ou région        | Box-office                                                                               | Date d'arrêt du box-office | Nombre de semaines |
| --------------------- | ---------------------------------------------------------------------------------------- | -------------------------- | ------------------ |
| États-Unis Canada     | Le film rapporte 249 759 843 $ et totalise 40,2 millions d'entrées en fin d'exploitation | 19 décembre 2004           | 25                 |
| France                | 7 138 548 entrées                                                                        | 17 août 2004               | 11                 |
| Allemagne             | 6 550 028 entrées                                                                        | {{{date 3}}}               | {{{nb semaine 3}}} |
| Corée du Sud          | 1 775 031 entrées                                                                        | {{{date 4}}}               | {{{nb semaine 4}}} |
| Espagne               | 3 477 921 entrées                                                                        | {{{date 5}}}               | {{{nb semaine 5}}} |
| Italie                | 3 344 098 entrées                                                                        | {{{date 6}}}               | {{{nb semaine 6}}} |
| Total hors États-Unis | 547 147 480 $                                                                            | 19 décembre 2004           | 25                 |
| Total mondial         | 796 907 323 $                                                                            | 19 décembre 2004           | 25                 |

## Distinctions
Source et distinctions complètes : Internet Movie Database
Le film a été nommé à l'Oscar de la meilleure musique de film et à l'Oscar des meilleurs effets visuels, mais perd face à Neverland et Spider-man 2.